# 비고 캄프만
비고 올페르트 피셰르 캄프만(덴마크어: Viggo Olfert Fischer Kampmann, 1910년 7월 21일~1976년 6월 3일)는 덴마크의 정치인이다. 소속 정당은 사회민주당이다.
1953년에 덴마크 의회 의원으로 선출되었으며 덴마크 재무부 장관(1950년 9월 16일~1950년 10월 30일, 1953년 9월 30일~1960년 3월 31일)을 역임했다. 1960년 2월 21일부터 1962년 9월 3일까지 제39대 덴마크의 총리를 역임했다.